# Patoka (województwo pomorskie)
Patoka (kaszb. Patoka) – nieoficjalna osada leśna w Polsce położona w województwie pomorskim, w powiecie kartuskim, w gminie Somonino.
Osada leży nad Radunią, wchodzi w skład sołectwa Borcz.
Nazwa w formie Patoki lub Patoka wymieniana od 1839 r. Nazwa pochodzi od kaszubskiego nazwiska Patok lub Patoka. Nazwisko to pochodzi od wyrazu pospolitego patok badź patoka, oznaczającego 'ciekły miód'.
W latach 1975–1998 miejscowość administracyjnie należała do województwa gdańskiego.